# Протестантизм в Индонезии

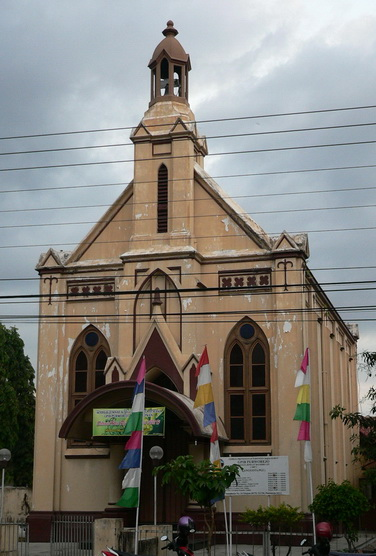
Протестантская церковь в провинции Центральная Ява

Протестантизм в Индонезии — крупнейшее направление христианства в стране. По данным энциклопедии «Религии мира» Дж. Г. Мелтона в 2010 году в Индонезии насчитывалось 17,1 млн традиционных протестантов и ещё 6,8 млн верующих независимых христианских движений протестантского толка. При этом, по данным той же энциклопедии в 2000 году суммарная численность верующих данного направления составляла лишь 20,5 млн. человек.

## История
Первая протестантская церковь на территории современной Индонезии появилась в 1615 году в городе Амбон на Моллукских островах. На протяжении двух последовавших столетий голландские миссионеры вели проповедь на территориях, подконтрольных Ост-Индской компании. Доступ других миссионером на данные территории был ограничен. К моменту банкротства компании в 1799 году в Индонезии проживало 50 тыс. христиан.

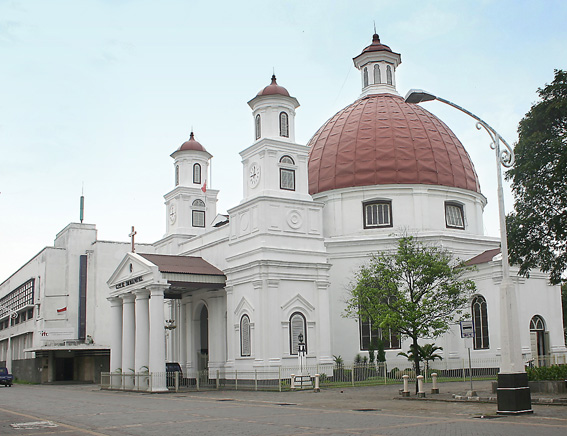
Протестантская церковь в Семаранге, построенная в 1753 году

Позже к голландским кальвинистам присоединяются работники различных реформатских и лютеранских миссионерских организаций, таких как Базельская и Рейнская миссия. Первая начала миссию в 1861 году среди батаков на Суматре, вторая — в центральном Калимантане и Сулавеси. В конце XIX века на острова прибывают адвентисты и «солдаты» Армии Спасения.
Датой начала современного пятидесятнического движения в Индонезии принято считать 1921 год, когда две семьи бывших американских офицеров Армии Спасения прибыли в Джакарту. В 1923 году был основан Союз пятидесятнических церквей впоследствии переименованный в Пятидесятническую церковь Индонезии. Ассамблеи Бога возводят свою историю в Индонезии к 1936 году. В 1946 году, в результате раскола в Пятидесятнической церкви Индонезии, возникает Вефильская церковь Индонезии.
К 1961 году число пятидесятников достигло полмиллиона человек. Стремительный рост пятидесятнического движения в конце XX века превратил пятидесятников в самую многочисленную христианскую конфессию страны.
Баптисты начали миссионерскую работу в Индонезии в 1952 году, когда Эрнст Лунг прибыл из Китая и основал служение для китайских эмигрантов в Джакарте. В следующем году Южная баптистская конвенция начала вторую баптистскую церковь в Бандунге. В 1973 году был организован Союз индонезийских баптистских церквей. В 1961 году консервативными баптистами из США была начата миссия, позднее оформившаяся в Евангельскую баптистскую ассоциацию Индонезии.

## Современное состояние
Крупнейшей протестантской конфессией страны являются пятидесятники (9,45 млн). Почти половина из них является прихожанами одной из двух самых многочисленных пятидесятнических церквей — Вефильской церкви Индонезии (2,5 млн в 2012 году) и Пятидесятнической церкви Индонезии (2 млн в 2001 году). В стране представлены ряд международных пятидесятнических союзов — Ассамблеи Бога (150 тыс. в 2001 году), Церковь Бога пророчеств (85 тыс. в 2001 году), Объединённая пятидесятническая церковь (60 тыс. в 2001 году), Пятидесятническая церковь Бога (20 тыс.). Ряд пятидесятнических союзов возникли в самой Индонезии — Союз фундаментальных христиан (550 тыс. в 2001 году); Вефильская скиния (250 тыс. в 2001 году); Голгофская пятидесятническая миссия (70 тыс. в 2001 году); Ассамблея Святого Духа в Индонезии (66 тыс. в 2001 году), Церковь Иисуса Христа, Мессии (54 тыс. в 1994 году) и др.

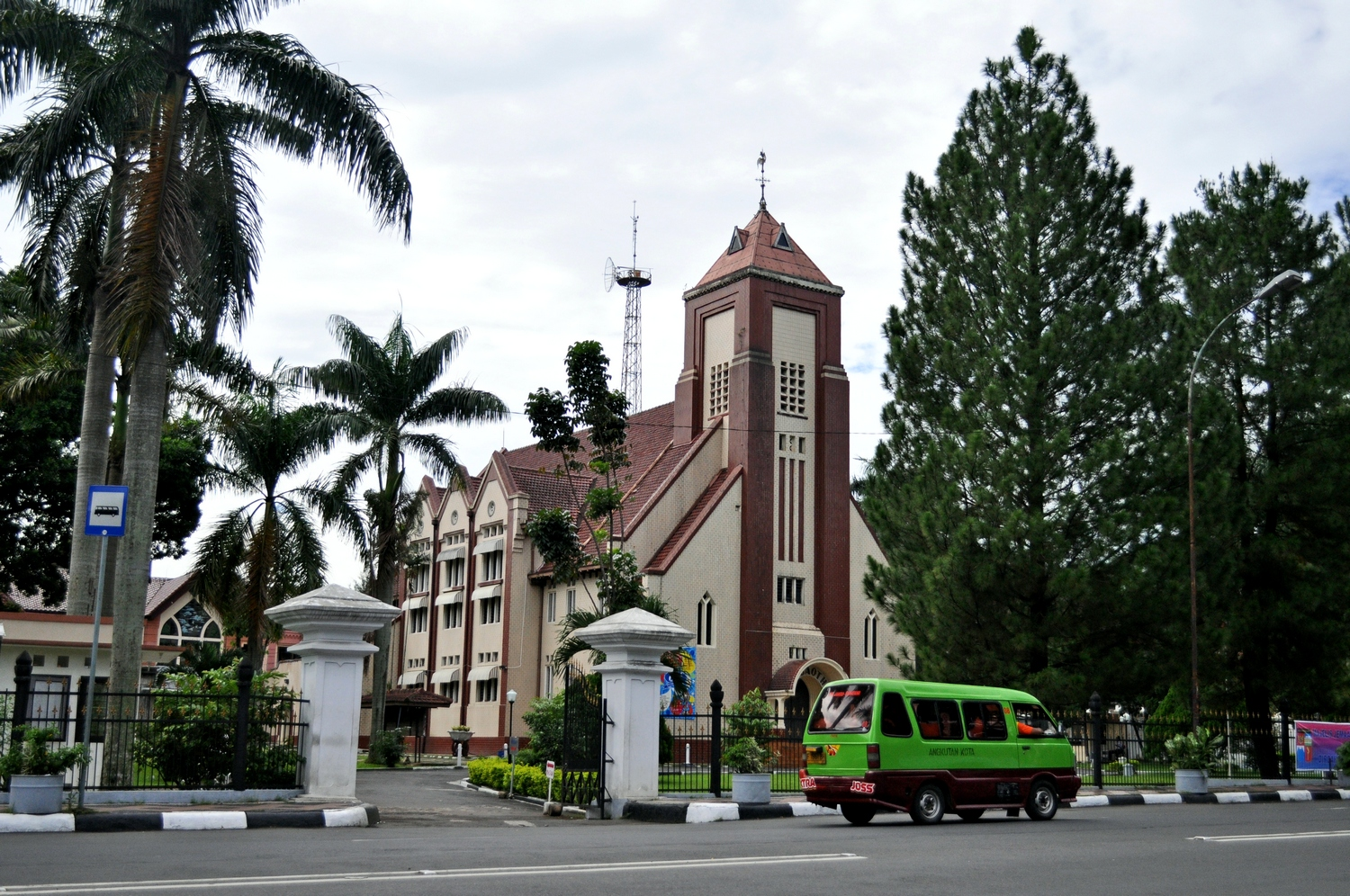
Протестантская церковь в Богоре, Западная Ява

Реформаты (6,8 млн) представлены 24 деноминациями, самой крупной из которых является Протестантская евангелическая церковь в Тиморе (2 млн прихожан).
Лютеране (5,8 млн) страны объединены в 12 союзов. Самая крупная лютеранская деноминация страны — Протестантская христианская батакская церковь объединяет 4,1 млн прихожан.
Четыре баптистских союза Индонезии насчитывают 134 тыс. верующих (Конвенция индонезийских баптистских церквей — 9,6 тыс., Братство баптистских церквей Западного Ириана — 74,5 тыс., Евангельская баптистская ассоциация Индонезии — 4 тыс., Союз индонезийских баптистских церквей — 46 тыс.).
Другими протестантскими группами, представленными в стране, являются адвентисты (198 тыс.), методисты (119 тыс.), меннониты (111 тыс.), Армия Спасения (43 тыс.), Новоапостольская церковь (18 тыс.), назаряне (10 тыс.), квакеры (5 тыс.), англикане (3 тыс.).
По состоянию на 2009 год, 27 индонезийских протестантских церквей входили во Всемирный совет церквей (преимущественно лютеранских и реформатских). Евангельские церкви объединены в Братство евангельских индонезийских церквей и учреждений, которое входит во Всемирный евангельский альянс.